# Ipa keyserlingi
Ipa keyserlingi là một loài nhện trong họ Linyphiidae.
Loài này thuộc chi Ipa. Ipa keyserlingi được miêu tả năm 1867 bởi Ausserer.